# Mýtne Ludany
Mýtne Ludany (bis 1927 slowakisch „Ludany“; ungarisch Vámosladány – bis 1863 Ladány) ist eine Gemeinde im Westen der Slowakei mit 1018 Einwohnern (Stand 31. Dezember 2024), die zum Okres Levice, einem Teil des Nitriansky kraj, gehört.

## Geographie
Die Gemeinde befindet sich im Ostteil des slowakischen Donautieflands, noch genauer am Westhang des Hügellands Ipeľská pahorkatina, in einem weiten Tal am Unterlauf des Hron. Der Ort selbst ist durch zwei Fließgewässer begrenzt, nämlich Perec westlich und Sikenica östlich des Ortes. Nordwestlich findet man den Berg Vápnik (alternativ Šiklóš, 274 m n.m.), auf dessen Hängen sind Weingärten angelegt. Das Ortszentrum liegt auf einer Höhe von 152 m n.m. und ist neun Kilometer von Levice entfernt.
Zur Gemeinde gehört neben dem Hauptort auch der Meierhof Dobogov (ungarisch Dobogó).
Nachbargemeinden sind Levice (eigentliche Stadt und Stadtteile Kalinčiakovo, Malý Kiar und Čankov) im Nordwesten, Norden und Nordosten, Santovka im Osten, Hontianska Vrbica im Südosten und Süden und Starý Hrádok im Westen.

## Geschichte

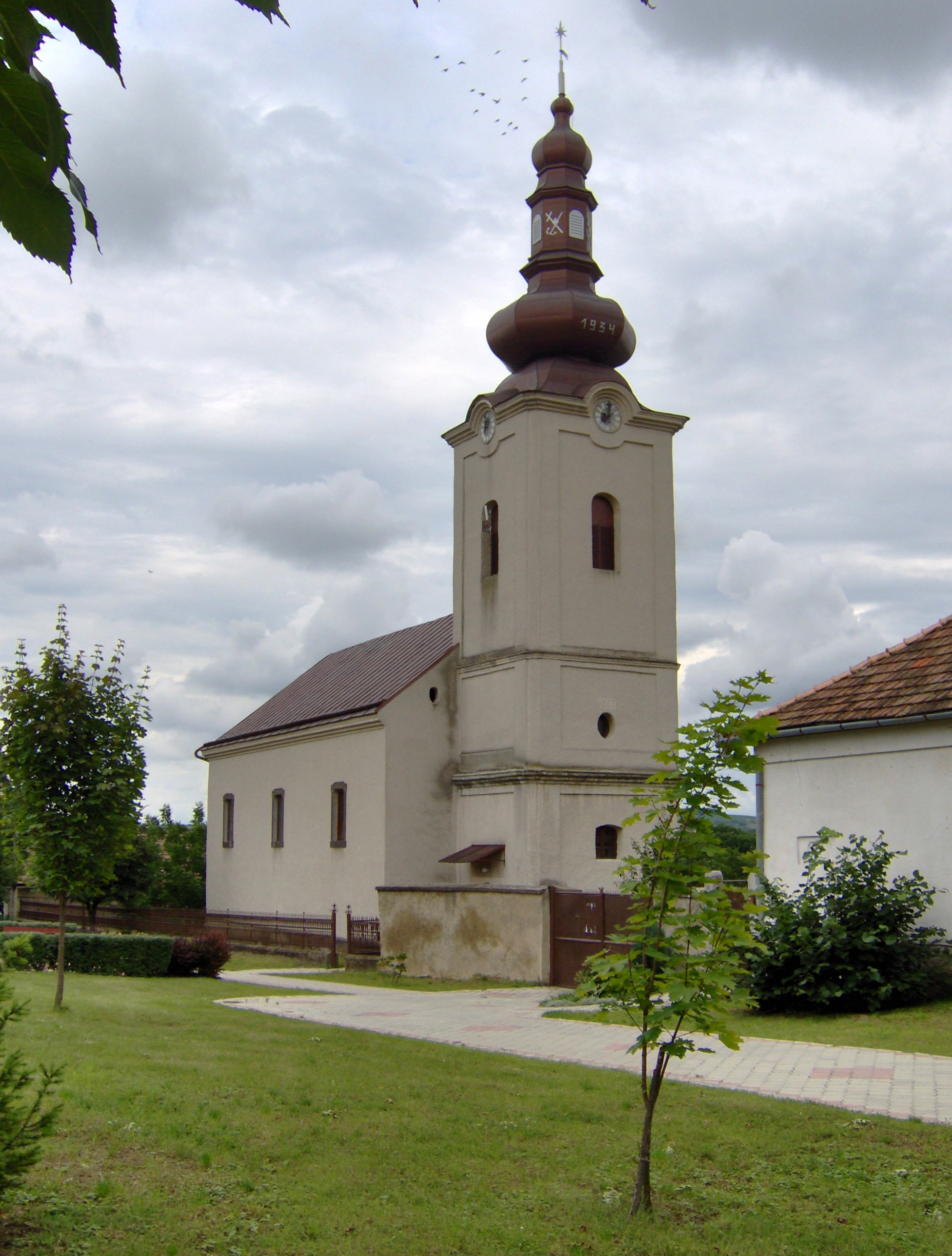
Reformierte Kirche in Mýtne Ludany

Mýtne Ludany wurde zum ersten Mal 1075 in einem Schenkungsakt von Géza I. an die Abtei von Hronský Beňadik als Villa Ludan schriftlich erwähnt. Bis zur Mitte des 14. Jahrhunderts lag das Dorf in der Gespanschaft Hont, danach wurde es zum Bestandteil der Gespanschaft Bars. Im 14. Jahrhundert war Mýtne Ludany Besitz im Herrschaftsgebiet der Burg Lewenz, die hier eine Mautstelle unterhielt und Märkte ausrichten ließ. 1536 hatte das Dorf insgesamt 22 Porta sowie jeweils einen Geschäftshändler und Schuhmacher, 1601 hatte die Ortschaft 67 Häuser. Während der Türkenkriege und insbesondere unmittelbar nach einer osmanischen Offensive im Jahr 1663 wurde die Gegend in Mitleidenschaft gezogen. 1828 zählte man 102 Häuser und 644 Einwohner, die als Landwirte und Viehhalter beschäftigt waren. Die letzten Großgrundbesitzer stammten aus den Geschlechtern Esterházy und Schöller.
Bis 1919 gehörte der im Komitat Bars liegende Ort zum Königreich Ungarn und kam danach zur Tschechoslowakei beziehungsweise heute Slowakei. Von 1938 bis 1945 war er auf Grund des Ersten Wiener Schiedsspruchs noch einmal Teil Ungarns. 1947 fand hier ein Bevölkerungsaustausch statt; anstelle der abgeschobenen magyarischen Familien wurden hier 59 slowakische Familien aus Ungarn angesiedelt.

## Bevölkerung
| Jahr                | 1994 | 2004    | 2014    | 2024    |
| ------------------- | ---- | ------- | ------- | ------- |
| Anzahl der Personen | 917  | 903     | 987     | 1018    |
| Unterschied         |      | −1,52 % | +9,30 % | +3,14 % |

| Jahr                | 2023 | 2024    |
| ------------------- | ---- | ------- |
| Anzahl der Personen | 1003 | 1018    |
| Unterschied         |      | +1,49 % |

Nach der Volkszählung 2011 wohnten in Mýtne Ludany 973 Einwohner, davon 590 Slowaken, 360 Magyaren, 10 Roma, vier Tschechen und ein Pole. Ein Einwohner gab eine andere Ethnie an und sieben Einwohner machten keine Angabe zur Ethnie.
540 Einwohner bekannten sich zur römisch-katholischen Kirche, 208 Einwohner zur reformierten Kirche, 75 Einwohner zur Evangelischen Kirche A. B., 13 Einwohner zur Brüderkirche, drei Einwohner zur griechisch-katholischen Kirche und ein Einwohner zu den Zeugen Jehovas; vier Einwohner bekannten sich zu einer anderen Konfession. 115 Einwohner waren konfessionslos und bei 14 Einwohnern wurde die Konfession nicht ermittelt.

## Bauwerke und Denkmäler
- römisch-katholische Kirche im spätgotischen Stil aus dem 15. Jahrhundert, 1570 im Renaissance- und 1770 im Barockstil gestaltet
- reformierte Toleranzkirche aus dem Jahr 1785, der Turm wurde 1802 gebaut
- Kapelle aus dem 19. Jahrhundert
- Denkmalstelle für die sowjetische Armee am Berg Vápnik